# Niki (Hokkaidō)
Pour les articles homonymes, voir Niki (homonymie).
Niki (仁木町, Niki-chō) est un bourg du district de Yoichi, situé dans la sous-préfecture de Shiribeshi, sur l'île de Hokkaidō, au Japon.

## Géographie

### Démographie
Au 31 mars 2015, la population de Niki s'élevait à 3 492 habitants répartis sur une superficie de 167,96 km2.